# Làng

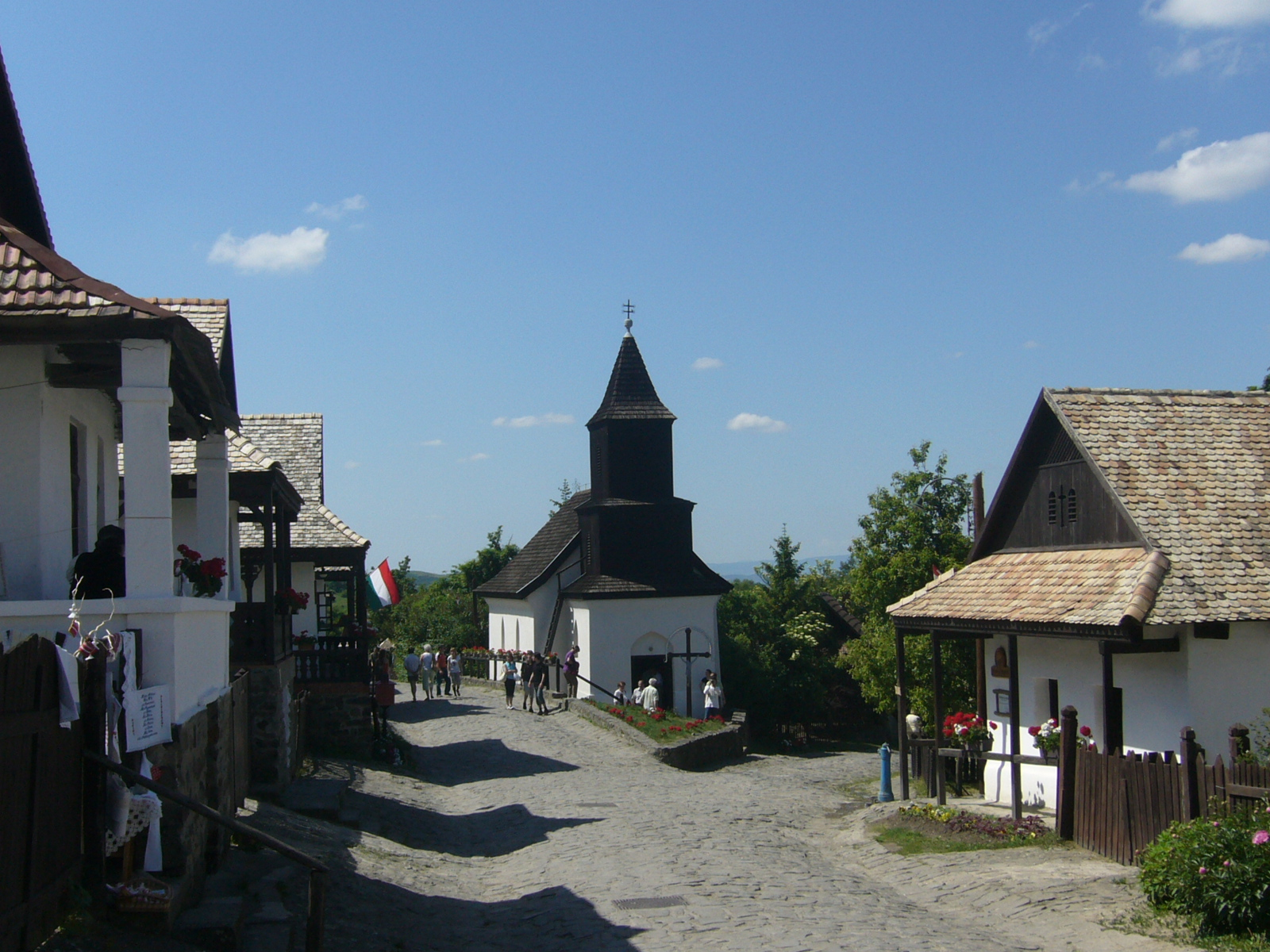
Ngôi làng cổ Hollókő, tỉnh Nógrád, Hungary (Di sản thế giới)

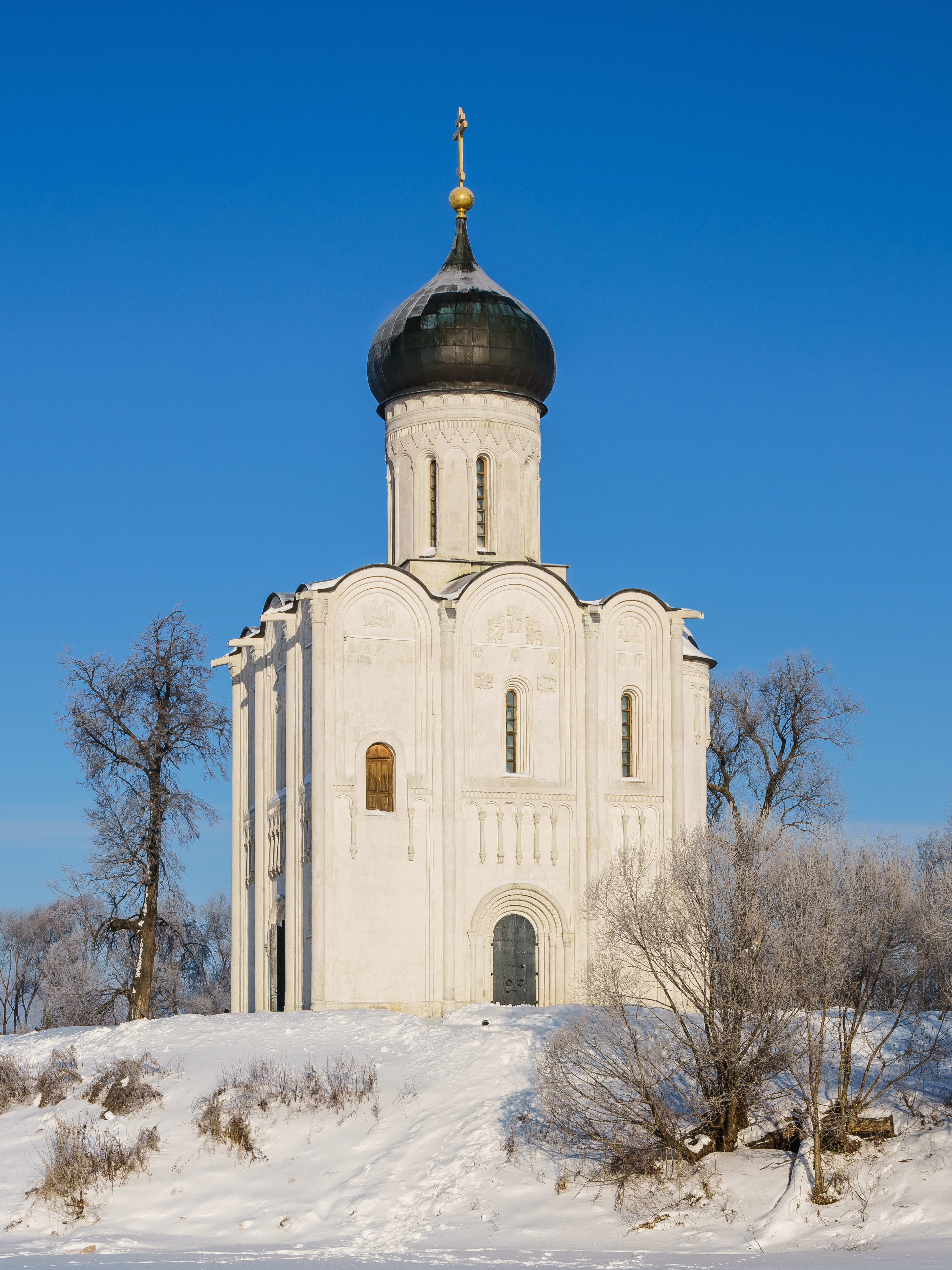
Làng Bogolyubovo ở Vladimir oblast, nước Nga.

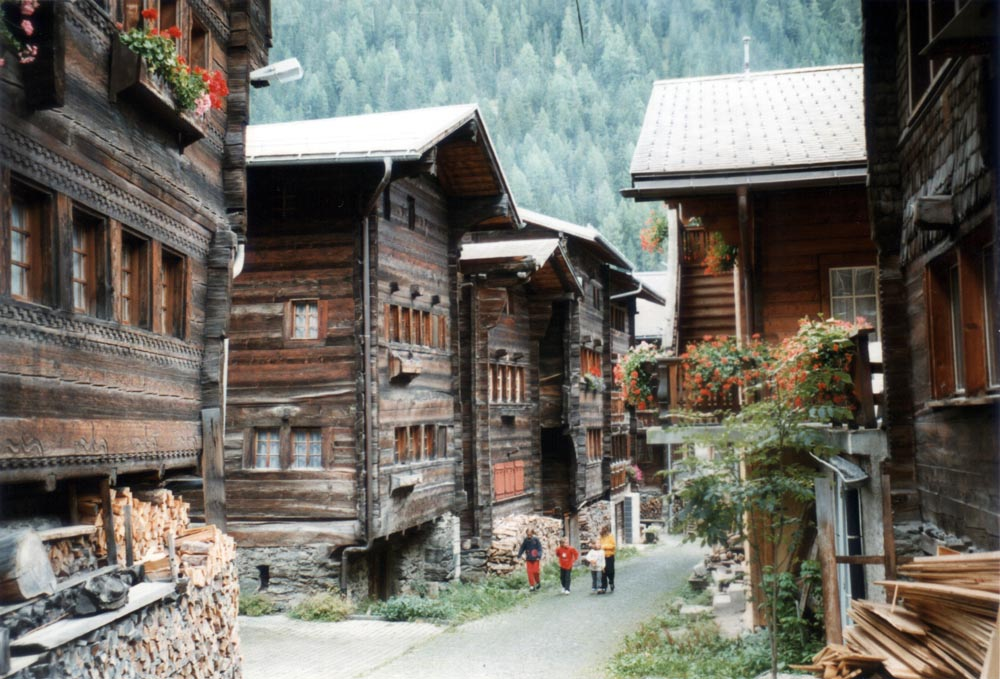
Kippel - Một ngôi làng ở thung lũng Lötschental, Thụy Sĩ

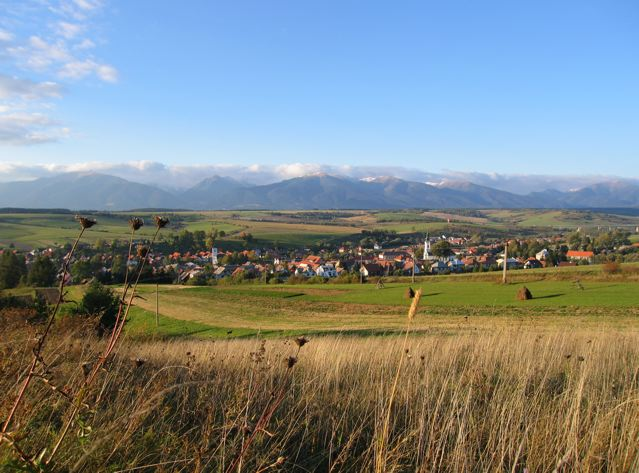
Làng Hybe ở Slovakia với dãy núi High Tatra phía sau

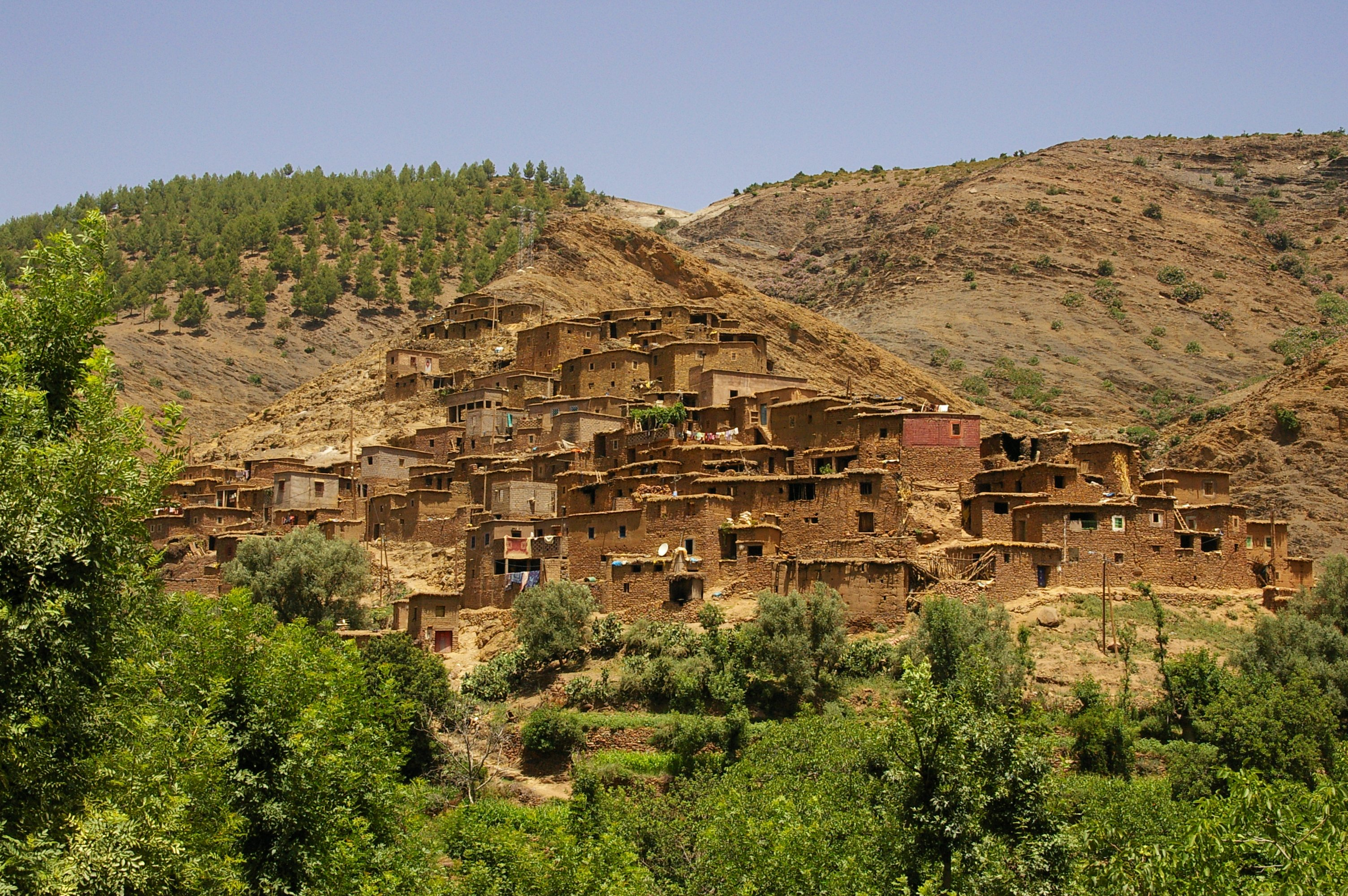
Làng Berber tại thung lũng Ourika, dãy núi High Atlas, Morocco

Làng hay Ngôi làng là một khu định cư của một cộng đồng người, nó lớn hơn xóm, ấp nhưng nhỏ hơn một thị trấn, với dân số khác nhau, từ một vài trăm đến một vài ngàn. Những ngôi làng thường nằm ở nông thôn, song cũng có những có ngôi làng thành thị. Làng thường là một điểm tụ cư cố định, với những ngôi nhà cố định, tuy nhiên cũng có những ngôi làng xuất hiện tạm thời rồi nhanh chóng tan rã.
Trong quá khứ, làng là một hình thức thông thường của cộng đồng xã hội sản xuất nông nghiệp, và cũng xuất hiện ít trong những xã hội phi nông nghiệp. Ở nước Anh, một xóm (hamlet) được gọi là một làng khi nó có một nhà thờ. Trong nhiều nền văn hóa, thị trấn và thành phố khá hiếm, với chỉ một phần nhỏ của người dân đang sống trong đó. Cuộc Cách mạng Công nghiệp đã thu hút một lượng lớn người tập trung lại để làm việc trong các công xưởng và nhà máy, sự tập trung con người này khiến nhiều ngôi làng phát triển thành những thị trấn và thành phố. Điều này cũng kích thích chuyên môn hóa thủ công mỹ nghệ, và phát triển giao dịch. Xu hướng đô thị hóa vẫn đang tiếp tục, mặc dù không phải luôn liên quan đến công nghiệp hóa.
Mặc dù đã có nhiều mô hình làng xã, nhưng một ngôi làng điển hình thường khá nhỏ, có thể có từ 5 đến 30 gia đình. Các ngôi nhà được xây dựng gần nhau để hợp tác và bảo vệ, khu đất xung quanh khu nhà được sử dụng để trồng trọt và chăn nuôi. Các làng chài truyền thống sinh sống dựa trên nghề đánh bắt thủ công và nằm gần các khu vực đánh cá.

## Nam Á

### Ấn Độ

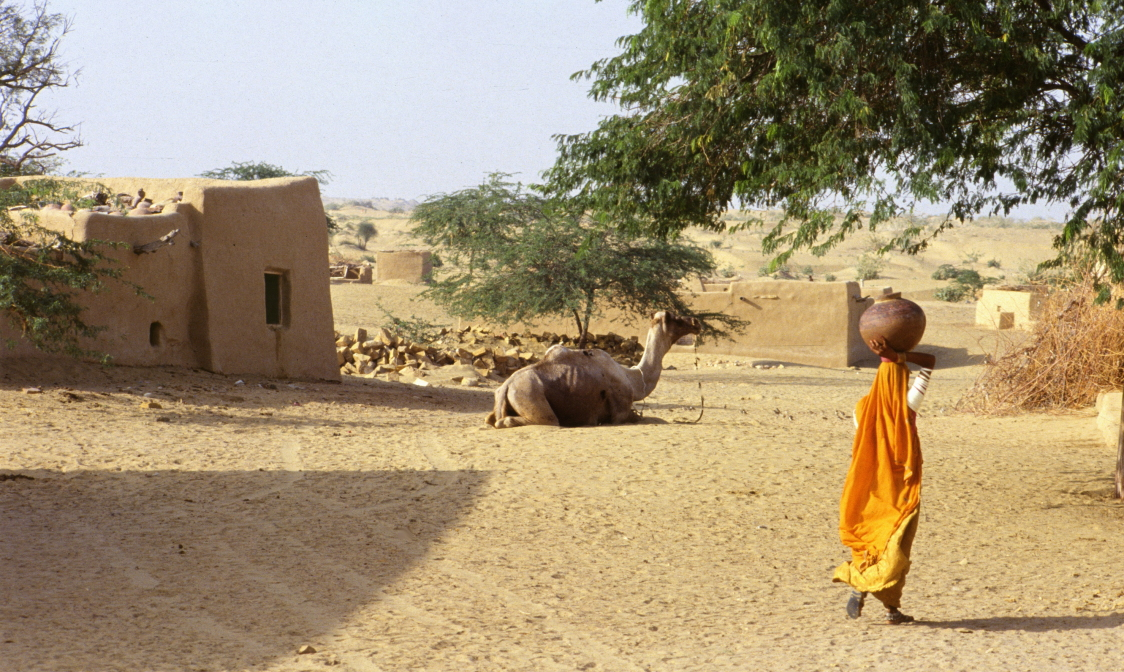
Một ngôi làng miền Bắc Ấn Độ, bang Rajasthan, Ấn Độ

"Linh hồn của Ấn Độ sống trong những ngôi làng", tuyên bố của M.K.Gandhi vào đầu của thế kỷ 20. Theo Cuộc điều tra dân số 2011 của Ấn Độ thì 68,84% dân số (khoảng 833,1 triệu người) sống trong 640.867 ngôi làng khác nhau. Quy mô của những ngôi làng này cũng khác nhau đáng kể. Theo đó 236.004 làng có dân số ít hơn 500 người trong khi có 3.976 làng có dân số lớn hơn 10.000 người. Trong hầu hết các ngôi làng đều có đền, nhà thờ Hồi giáo hay nhà thờ Thiên Chúa giáo của riêng họ tùy theo tôn giáo địa phương.

## Trung Á
Auyl (tiếng Kazakh: Ауыл) là một từ Kazakh nghĩa là "ngôi làng" tại Kazakhstan. Theo điều tra dân số năm 2009 của Kazakhstan, 42.7% người Kazakhs (7.5 triệu người) sống trong 8172 ngôi làng khác nhau. Ngoài từ "auyl", miền bắc Kazakhstan thường sử dụng từ "selo" để chỉ một ngôi làng.

## Đông Á

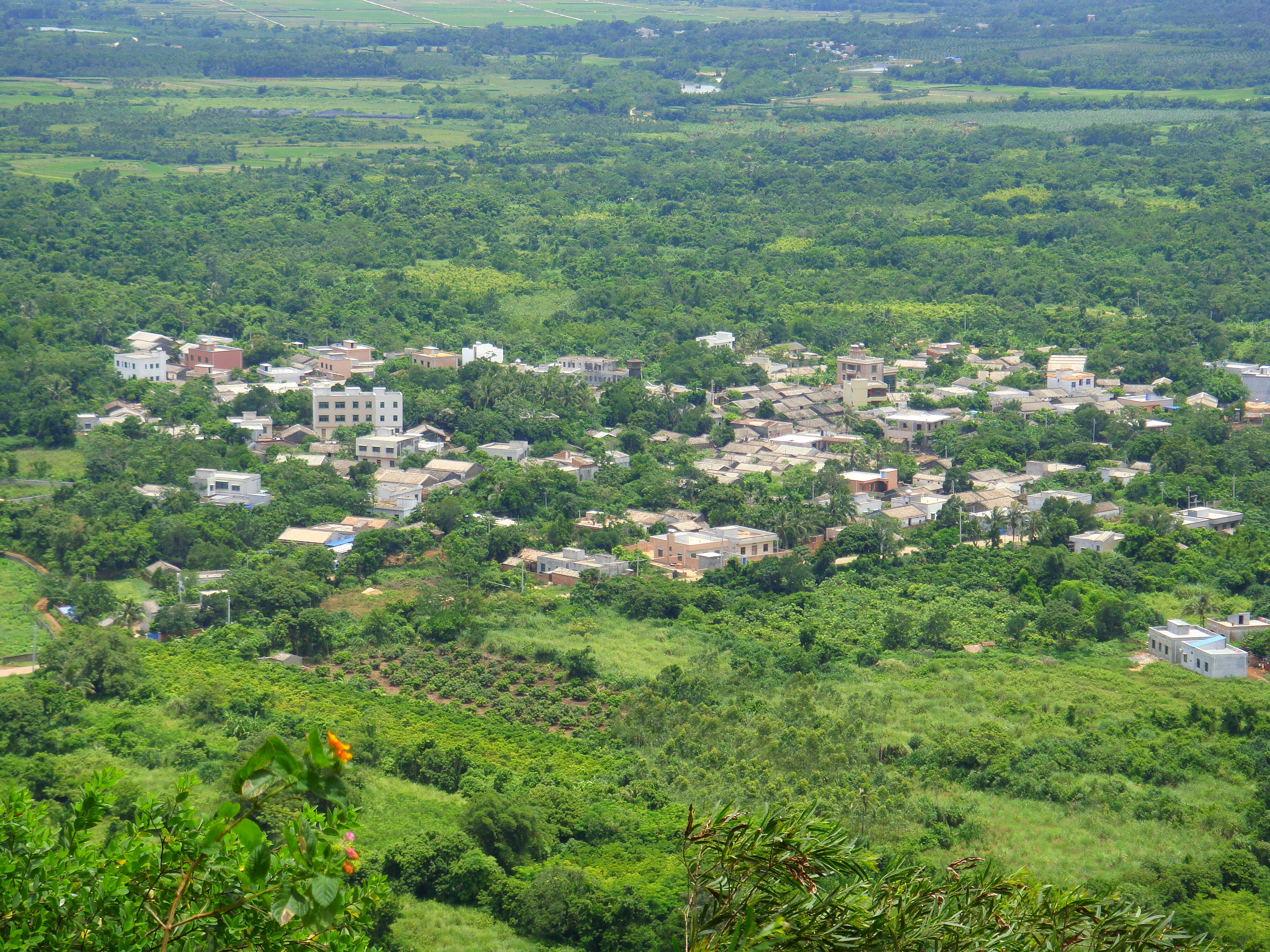
Một ngôi làng nông thôn điển hình tại Hải Nam, Trung Quốc

### Cộng hòa Nhân dân Trung Hoa
Ở Trung Quốc đại lục, làng 村  là những đơn vị dưới thị trấn 乡 hoặc ngang thị trấn 镇.
Ở Đài Loan, làng là đơn vị dưới thị trấn, hoặc dưới huyện hạt thị. Làng gọi là tsuen hoặc cūn (村) dưới một thị trấn nông thôn (鄉) và làng gọi là li (里) dưới một thị trấn thành thị (鎮) hoặc một huyện hạt thị.

### Nhật Bản

Làng lịch sử Shirakawa-go, Gifu, Nhật Bản. (di sản thế giới)

## Đông Nam Á

### Indonesia

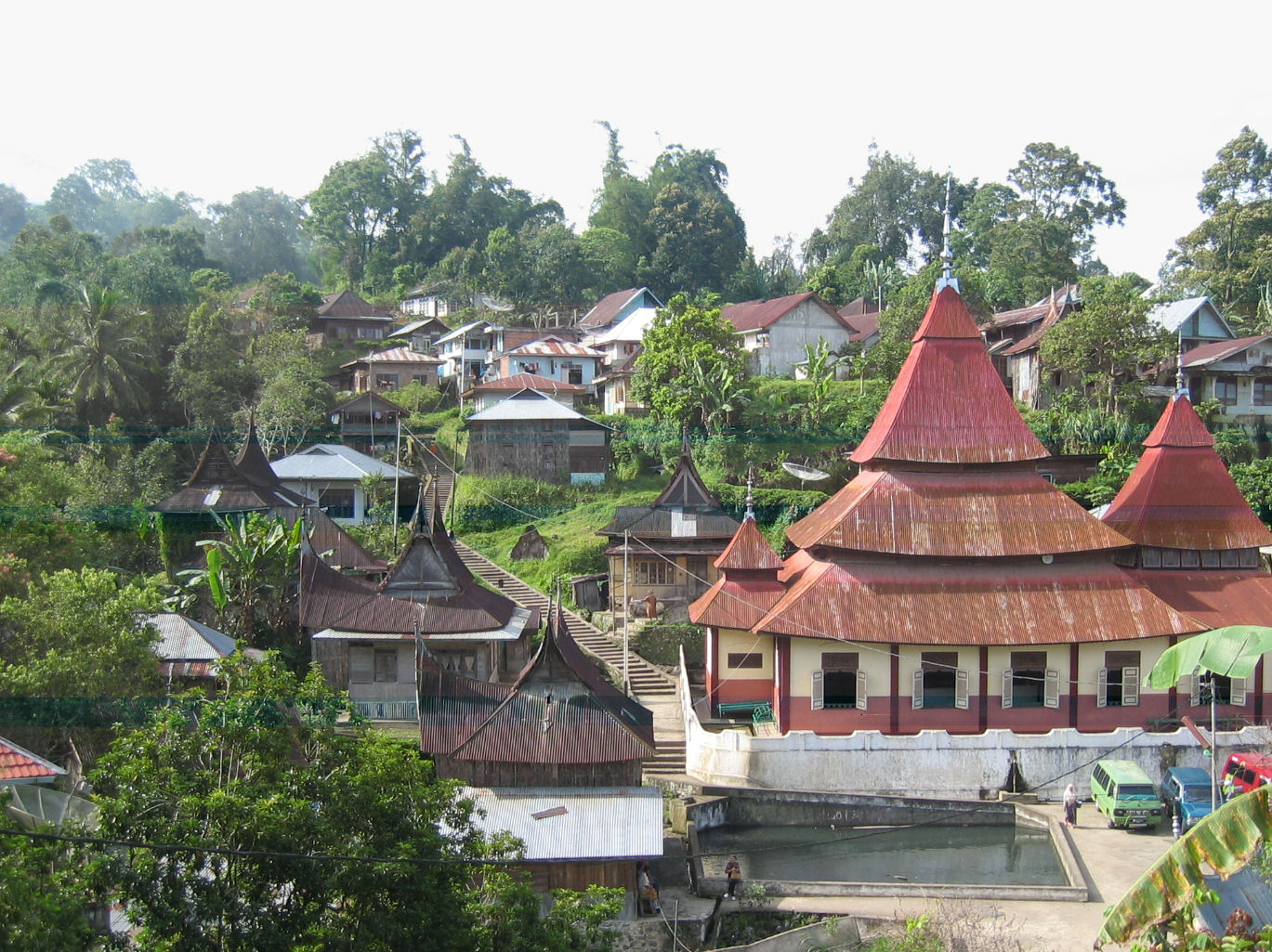
Các nagari của Pariangan, Tây Sumatera.

Ở Indonesia, tùy thuộc vào những nguyên tắc họ quản lý, làng được gọi là Kampung hoặc Desa (chính thức là kelurahan). Một "Desa" (một thuật ngữ đó bắt nguồn từ một tiếng Phạn nghĩa là "đất nước" được tìm thấy trong cái tên "Bangladesh"=bangladesh và desh/desha) được thi hành theo truyền thống và luật tục (adat), trong khi một kelurahan có những nguyên tắc quản lý "hiện đại" hơn. Desa nói chung thường nằm ở nông thôn trong khi kelurahan thường nằm ở đô thị. Người đứng đầu ngôi làng tương ứng được gọi là kepala desa hoặc lurah. Cả hai được bầu cử bởi cộng đồng địa phương. Desa hay kelurahan là phân khu của một kecamatan (xã), lần lượt các phân khu của một kabupaten (quận) hoặc kota (thành phố).
Cùng một khái niệm áp dụng  chung cho cả Indonesia. Tuy nhiên, có một số sự khác biệt trong các dân tộc ở nhóm đảo phía Nam. Ví dụ, làng ở Bali đã được hình thành trên xóm hoặc banjar, đó là đơn vị dân cư cơ sở của Balinese. Tại khu vực Minangkabau ở tỉnh Tây Sumatra, những ngôi làng truyền thống được gọi là nagari (một tên gọi bắt nguồn từ tiếng Phạn có nghĩa là "thành phố", có thể tìm thấy trong những tên như "Srinagar"=sri và nagar/nagari). Tại một số khu vực chẳng hạn như Tanah Toraja, các già làng luân phiên quản lý ngôi làng với tư cách là người chỉ huy. Như một nguyên tắc chung, desa và kelurahan gồm những xóm (kampung trong tiếng Indonesia, dusun trong tiếng Java, s banjar trong tiếng Bali). Ngày nay, kampung được xác định rõ ràng như những ngôi làng ở Brunei và Indonesia.

### Malaysia và Singapore

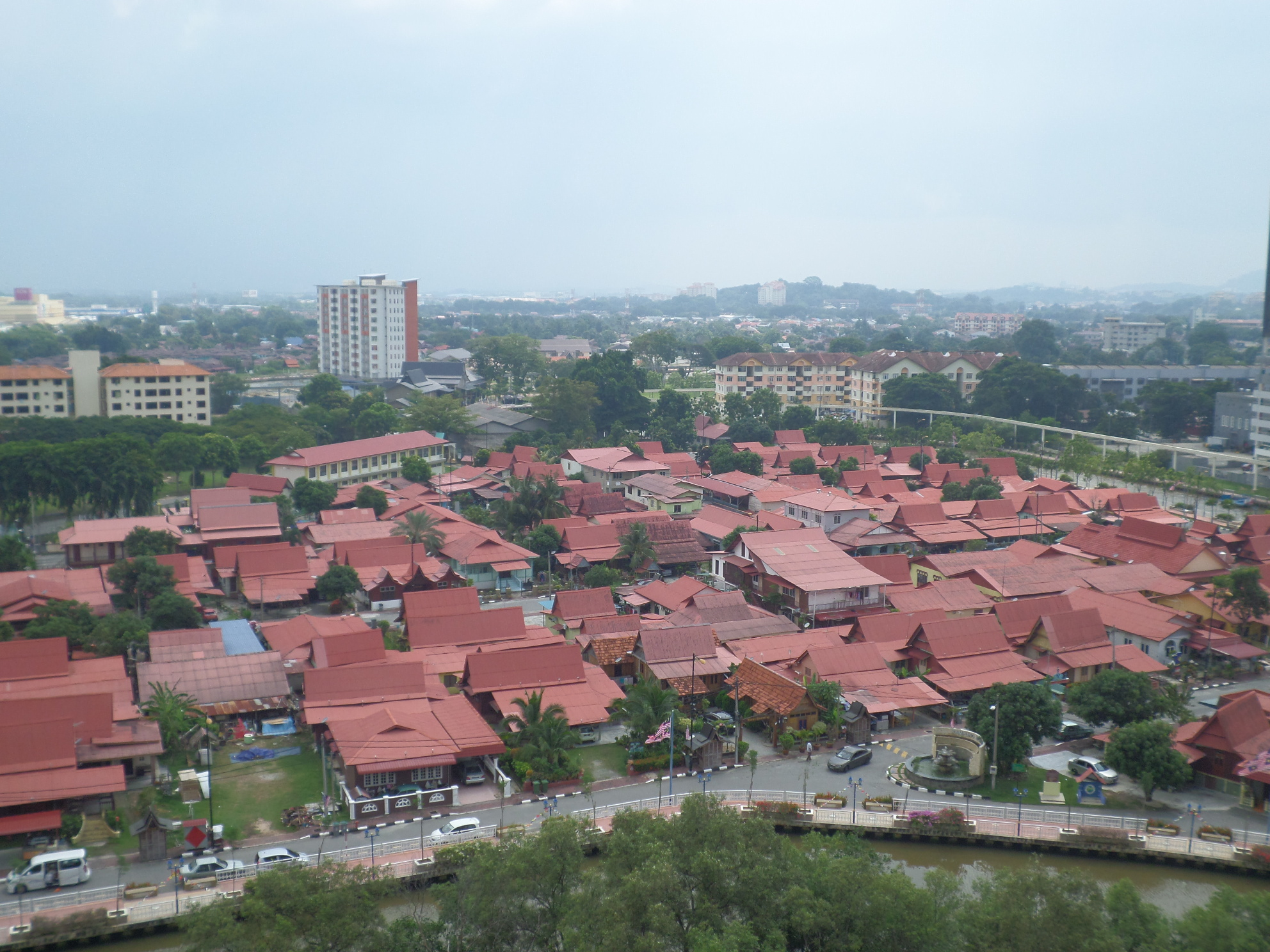
Làng Morten tại Malacca, Malaysia.

Kampung là một thuật ngữ ở Malaysia (đôi khi viết là kampong, hoặc kompong trong tiếng Anh) dùng để chỉ "một ngôi xóm hoặc một ngôi làng Malay trong một nước nói tiếng Malay". Ở Malaysia, một kampung được xác định là một khu vực với 10,000 người hoặc ít hơn. Từ xa xưa, mỗi ngôi làng Malay đã được đặt dưới sự lãnh đạo của một penghulu (trưởng làng), người có quyền xử lý các vấn đề dân sự xảy ra trong làng (xem Tòa án của Malaysia để biết thêm chi tiết).

### Việt Nam
Làng là một đơn vị dân cư cơ sở của xã hội Việt Nam. Tại Việt Nam, làng là một biểu tượng điển hình của nền sản xuất nông nghiệp, tại đây, một ngôi làng thường có: một cổng làng, lũy tre, đình làng để thờ Thành hoàng làng - vị thần che chở cho ngôi làng ấy, một cái giếng chung, đồng lúa, chùa và nhà của những người dân trong làng. Những người sống trong một làng thường có quan hệ huyết thống với nhau. Họ là những nông dân trồng lúa nước và thường có chung một nghề thủ công. Tại Việt Nam, làng có một vai trò quan trọng trong xã hội (người Việt có câu: Phép vua thua lệ làng). Và người Việt Nam thường cũng mong được chôn cất trong ngôi làng của mình khi họ chết.